# St. Elisabeth (Königs Wusterhausen)

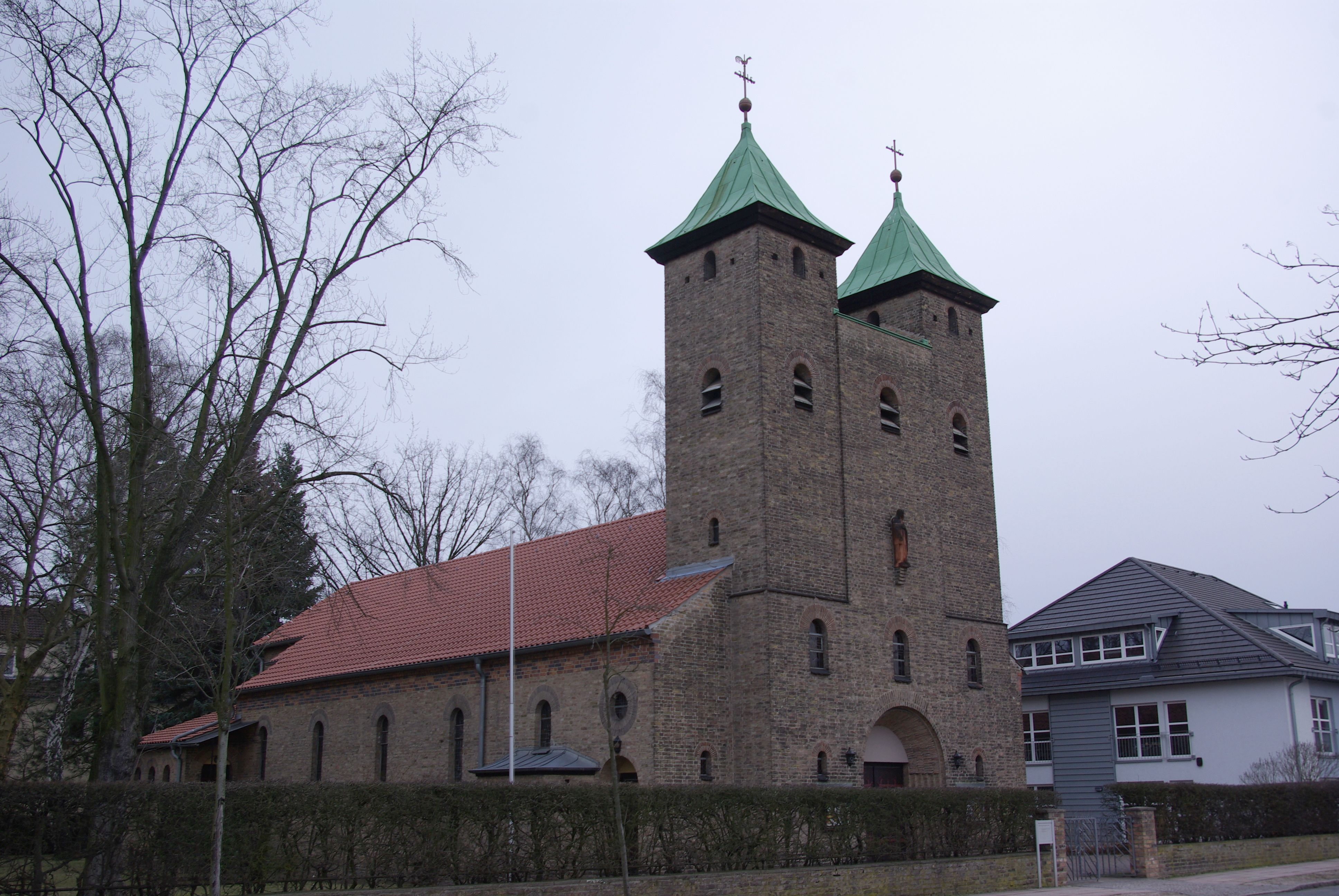
Die Kirche in der Friedrich-Engels-Straße

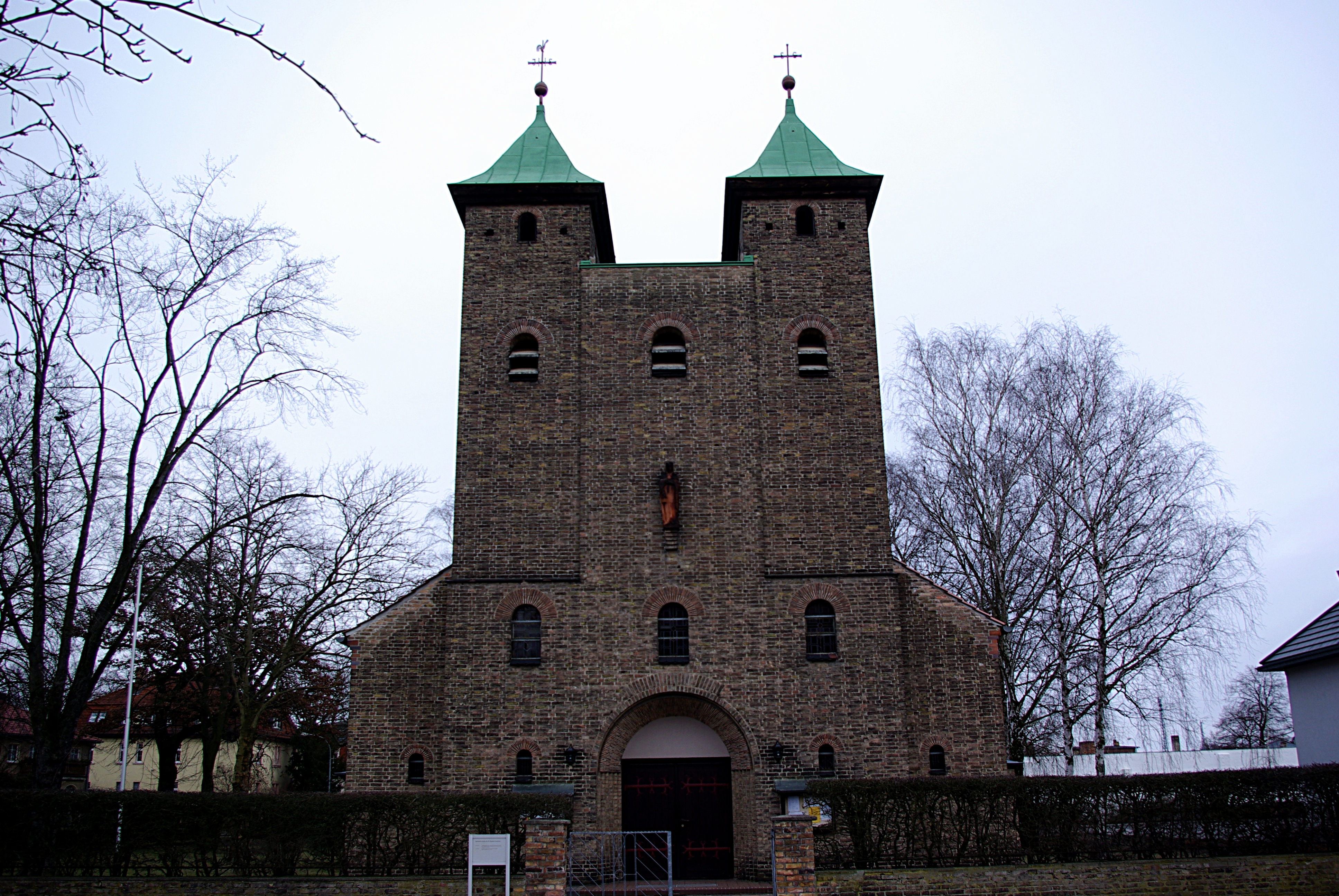
Die Kirche

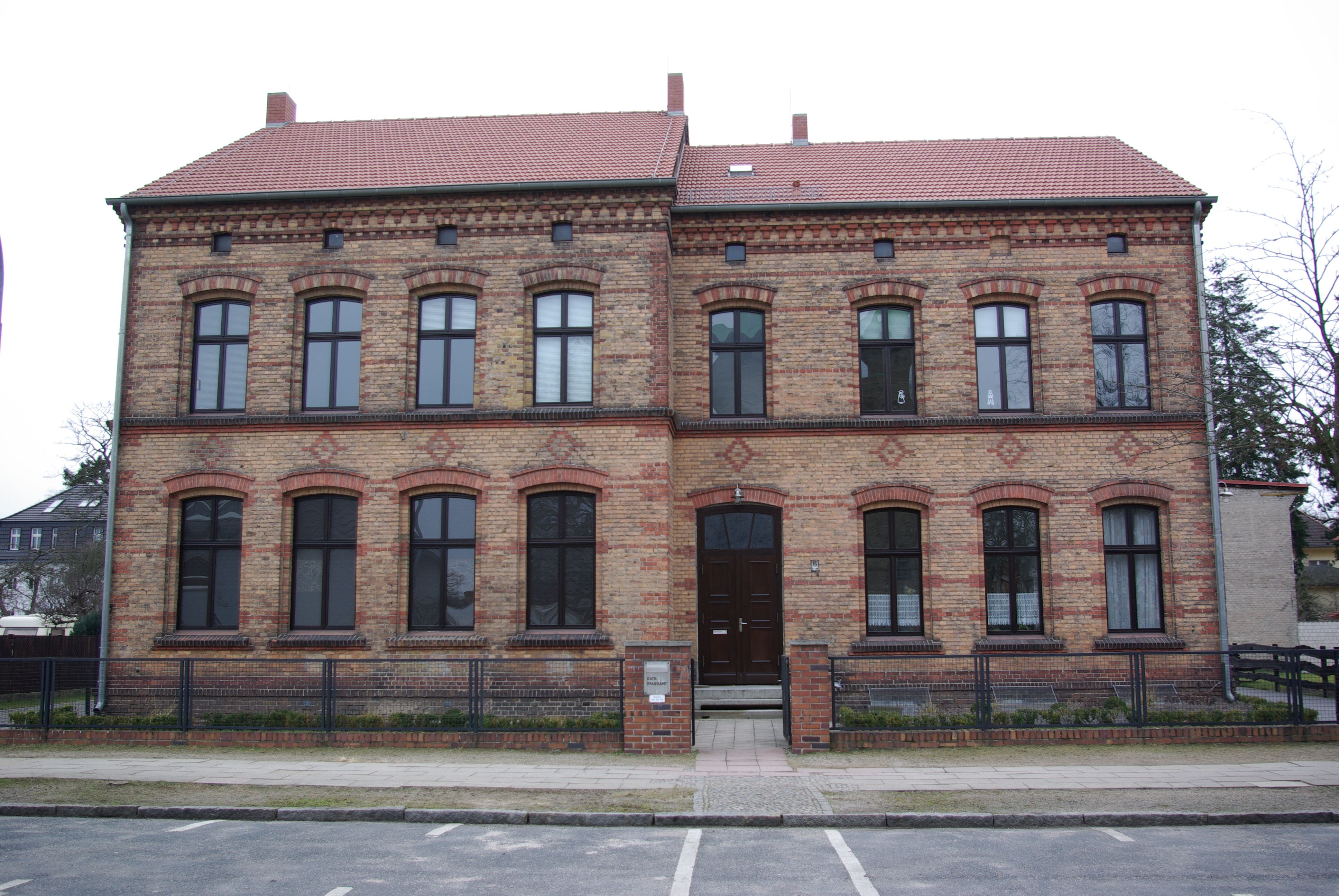
Das katholische Pfarramt gegenüber der Kirche

Die Kirche St. Elisabeth in Königs Wusterhausen ist eine katholische Pfarrkirche im Dekanat Treptow-Köpenick des Erzbistums Berlin.

## Geschichte
Am Ende des 19. Jahrhunderts zogen verstärkt polnische und schlesische Katholiken nach Königs Wusterhausen und in die umliegenden Dörfer. Die überwiegend Polnisch sprechenden Menschen erhofften sich Arbeit in der Landwirtschaft, in den Ziegeleien oder in der Schenkendorfer Braunkohlengrube. Gab es im Jahr 1880 lediglich 22 Katholiken in Königs Wusterhausen, stieg die Zahl bis zum Jahr 1898 auf 82 an. Diese forderten den Bau einer katholischen Schule und eines eigenen Gotteshauses. Vor der Jahrhundertwende gehörte Königs Wusterhausen zum Pfarrbezirk Köpenick. Die wenigen Katholiken gingen weite Wege zum Gottesdienst.

### 1899 bis 1914
Den ersten katholischen Gottesdienst in Königs Wusterhausen feierte man am 8. Oktober 1899 im „Gasthof zum Deutschen Haus“ von Otto Utz.
In einem Schreiben vom 9. Oktober 1898 forderten die katholischen Christen von der Potsdamer Regierung den Bau einer Kirche und einer katholischen Schule. Das lehnte diese zunächst ab, da man Angst hatte, dass die Schule „einen überwiegend polnischen Charakter haben würde.“ Der Landrat von Teltow, Ernst von Stubenrauch, sah durch die große Anzahl polnischer Katholiken eine „Gefährdung des Deutschtums vor den Toren der Reichshauptstadt.“ Georg von Kopp, Fürstbischof des Bistums Breslau, zu dem Königs Wusterhausen damals gehörte, versicherte dem späteren Oberpräsidenten Theobald von Bethmann Hollweg, dass keine polnischen Predigten in der Gemeinde abgehalten werden. Daraufhin genehmigte man das Projekt am 29. August 1899. Noch im selben Jahr begann man mit dem Bau des Gemeindehauses, das gleichzeitig als Schulhaus genutzt werden sollte. Im April 1900 wurde es eingeweiht. Durch die Schließung der Centrum-Grube in Schenkendorf ging die Zahl der katholischen Kinder zurück. Es fand nie ein katholischer Schulunterricht im Gemeindehaus statt. Die Klassenzimmer baute man zu einer Kapelle aus. Am 1. Oktober 1902 erhielt die katholische Gemeinde ihren ersten eigenen Seelsorger, Kuratus Wilhelm Tunkel.
Im Dezember 1909 teilte Fürstbischof von Kopp der Königlichen Regierung auf Anfrage mit, dass er gegen die Errichtung einer selbständigen Kuratiengemeinde in Königs Wusterhausen keine Einwände habe. Die Gemeinde bestand zu diesem Zeitpunkt aus 175 Katholiken. Zum 1. Januar 1910 erhob Kopp Königs Wusterhausen zur eigenständigen Kuratie. Kuratialkirche war die St.-Elisabeth-Kapelle in Königs Wusterhausen. Ab 1911 war Theophil Sweda neuer Kuratus. Er und sein Nachfolger Johannes Janotta, der die Gemeinde 1914 übernahm, wurden von der Potsdamer Regierung wiederholt auf ihre polnische Einstellung überprüft.
In einem vertraulichen Dokument an den Regierungspräsidenten in Potsdam vom 11. Juli 1914 heißt es zur Versetzung von Teophil Sweda nach Senftenberg wörtlich: „Dem Vernehmen nach ist der bisherige Kuratus Theophil Sweda in Königswusterhausen von dem Kapitular-Vikar des Fürstbischöflichen Stuhles mit der Verwesung der vakanten Pfarrei Senftenberg N/L. beauftragt und zum Pfarrer daselbst in Aussicht genommen worden. Euer Hochwohlgeboren ersuche ich ergebenst um gefällige Äußerung binnen zwei Wochen über die Persönlichkeit und Tätigkeit des Sweda, namentlich ob Tatsachen bekannt sind, die die Erhebung eines Einspruches gegen seine Ernennung zum Pfarrer in Senftenberg (§ 16 des Gesetzes über die Vorbildung und Anstellung der Geistlichen vom 11. Mai 1873 –G.S.S.191-) erforderlich machten. Ich bemerke dabei, daß es nach Lage der Verhältnisse in Senftenberg darauf ankommt, daß der neue Pfarrer von national deutscher Gesinnung ist und der großpolnischen Bewegung durchaus fern steht.“

### Neubau der Kirche
In den 1930er-Jahren richtete Christian Schreiber, Bischof von Berlin, einen eindringlichen Spendenaufruf an die Christen in und um Berlin: „Königswusterhausen ist wohl diejenige Seelsorgstelle in der märkischen Diaspora, die z.Zt. am schlechtesten gottesdienstlich versorgt ist. Für fast 2000 Katholiken bildet ein altes Schulhaus ohne Turm, ohne Kreuz, ohne Glöckchen die gottesdienstliche Stätte. In zwei alten, 14 m langen und 9 m breiten Schulklassen müssen jeden Sonntag 4-500 Gemeindemitglieder ihre Christenpflicht erfüllen. Ein Kirchbau ist eine dringende Notwendigkeit. Da die strebsame und eifrige Gemeinde aus eigenen Mitteln nie ihr Ziel erreichen kann, wünsche ich dem Seelsorger, dass er recht viele Förderer und Helfer für seinen Kirchbau-Sammelfond finde.“
Der Baubeginn verzögert sich ständig wegen einer fehlenden Baugenehmigung. Diese erteilte die Stadt nach langen Verhandlungen erst nach dem Baubeginn. Der Entwurf zur Kirche stammt vom Berliner Diozösanbaurat Carl Kühn, die Bauausführung übernahm der Baumeister Carl Dirk aus Berlin-Heiligensee.
Grundsteinlegung war am 28. Februar 1937 durch Dompropst Bernhard Lichtenberg. Die in Latein abgefasste Urkunde im Grundstein lautet in der Übersetzung: „Allen, die diese Urkunde lesen, Gruß und Segen im Herrn! Im Jahre des Heils 1937, am 28. Februar, am dritten Fastensonntag, zur Zeit des Pontifikats Pius XI., als Konrad, Graf von Preysing, Bischof von Berlin, Dominikus Metzner Erzpriester, Alfons Thonemann aus Dülmen in Westfalen Pfarrer in der Pfarrgemeinde St. Elisabeth, zur Zeit, als Adolf Hitler Führer und Reichskanzler des deutschen Reiches war, ist in Königs Wusterhausen dieser Grundstein der neuen Kirche, die zu Ehren der heiligen Elisabeth, nach den Bauplänen des Diözesanbaurates Carl Kühn, gebaut werden soll, gelegt worden. Die Kapelle, die vor 35 Jahren zu Ehren der hl. Elisabeth gebaut wurde, war bei der wachsenden Seelenzahl und dem eifrigen Besuch der Gläubigen, die in Königs Wusterhausen und 30 umliegenden Ortschaften wohnen, nicht mehr ausreichend. Ich versichere hiermit, dass ich im Namen unseres Hochwürdigen Herrn Bischofs diesen Grundstein, der beschrieben ist: ‚Anno 1937‘, gesegnet und diese Urkunde eigenhändig unterschrieben habe.“
Richtfest feierte man am 20. März, dem Palmsonntag. Am 1. August 1937 weihte Bischof Conrad Preysing das Gotteshaus.

### Bau und Ausstattung
Die Kirche trägt das Patrozinium der heiligen Elisabeth von Thüringen, die als tönerne Figur über dem Eingangsportal zu sehen ist. Die Kirche ist schlicht eingerichtet. Der Innenraum wird von einer gewölbten Holzdecke überdacht, die im Originalzustand zweifarbig gestrichen war. Das Gotteshaus ist 28 m lang, 13 m breit und hat eine Höhe von 19 m. Die Außenanlage legte die Baumschule Späth aus Berlin-Baumschulenweg an.

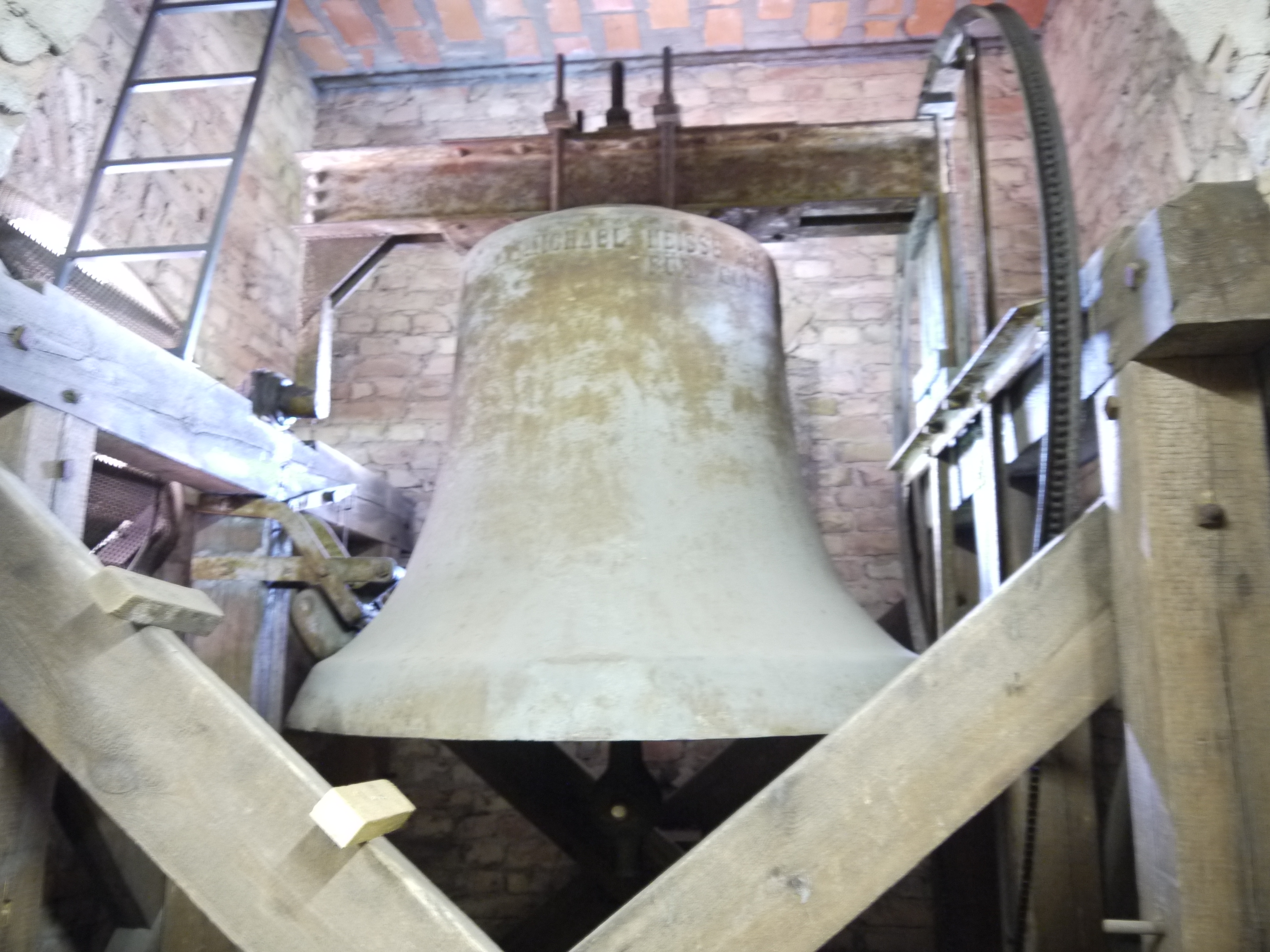
Die alte Michaelsglocke

Die Inneneinrichtung lag in Eigenverantwortung der Gemeinde. Die Bänke nahm man zunächst aus der Kapelle. Als erste große Investition beschloss der Kirchenvorstand die Anschaffung von drei Glocken. Aus Kostengründen wurde auf Bronzeglocken verzichtet. Stattdessen wählte man Eisenhartgussglocken. Die Glocken wurden bei der Firma Schilling und Lattermann in Apolda bestellt. Am 11. April 1937 fand die feierliche Glockenweihe durch den Erzpriester Metzner aus Berlin-Neukölln statt. Laut Kaufvertrag entsprechen die Glockentöne den Anfangstönen des „Te deum“ (fis, a, h). Einem Glockengutachten aus dem Jahr 2001 zufolge sind die Glocken jedoch auf f ´, a ´ und c ´´ gestimmt. Sie sind getauft auf die Namen Michael (950 kg), Paulus (550 kg) und Bonifatius (380 kg). Dementsprechend sind auch die Inschriften auf den drei Glocken geprägt.
- „Michael heiße ich, wer ist wie Gott, rufe ich. Für Gottes Ehre kämpfe ich.“
- „Paulus ist mein Name, Christus, der Gekreuzigte, der Auferstandene,....Gott, meine Predigt.“
- „Bonifatius bin ich genannt. Die frohe Botschaft trag ich ins Land.“

Im Zweiten Weltkrieg blieb die Kirche von größeren Schäden verschont.
Seit 1948 steht der Gemeinde eine Orgel zur Verfügung. Sie stand vorher in der Hauskapelle des Blindenheimes in Königs Wusterhausen und wurde dort bereits 1901 eingebaut. Das von Sauer gebaute Instrument hat 584 Pfeifen und zwölf Register. Nach der Instandsetzung konnte die Orgel am Patronatsfest 1949 geweiht werden.
Ende der 1950er-Jahre bestellte der damalige Pfarrer Kletschke drei etwa zwei Meter große Holzfiguren. Die aus der Werkstatt des Holzschnitzers Hertelt in Cottbus stammenden Figuren stellen eine Maria mit Jesuskind, einen gekreuzigten Jesus und eine Figur des Guten Hirten dar.

### Umbauten und Renovierungen
Im Jahr 1952 wurde die Kirche das erste Mal renoviert.
Nach dem Zweiten Vatikanischen Konzil kam es 1975 zu einer Neugestaltung des Kircheninneren. Der alte Hochaltar wich einem schlichten massiven Altartisch. Die Weihe des neuen Altars erfolgte am 15. August 1976 durch Weihbischof Johannes Kleineidam.
Die Kommunionbänke entfernte man. Die Figur des Guten Hirten kam in den hinteren Teil der Kirche. Das Kircheninnere erhielt einen eher nüchternen Anstrich. So wurden z. B. Balken und Empore dunkelbraun angestrichen. Die farbigen Reliefs der drei Erzengel übermalte man. Den Altarraum, der früher silbrig unterlegt war, gestaltete man einfarbig weiß. Die alten Kirchenfenster wurden gegen eine neue Verglasung ausgetauscht. Die Kirche bekam eine neue, helle Bestuhlung. Die im hinteren Teil der Kirche befindliche kleine Kapelle wurde in einen Beichtstuhl umgebaut.
1985 erfolgte eine Neueindeckung der Kirchtürme. Man entfernte dabei die maroden Betondachsteine und ersetzte diese durch eine Blechdacheindeckung, die den Anstrich einer Kupferpatina erhielt.
1995 wurde der Kirchenraum gemalert. Im Zuge dieser Renovierungsarbeiten ersetzte man die alte Heizungsanlage durch eine Fußbodenheizung. Gleichzeitig flieste man den Fußboden des Kircheninnenraums. Die Kirche bekam eine Lautsprecheranlage. Die Elektrik für das Läutewerk der Glocken wurde erneuert.
2005 bekamen die Kirche und das Pfarrhaus ein neues Dach.
2008 erfolgte eine grundlegende Restaurierung des Kircheninneren. Dabei versuchte man, sich möglichst genau an der Originalfarbgebung zu orientieren. Die Deckenschalung gestaltete man wieder zweifarbig. Die drei Erzengelreliefs und der Schriftzug an der Orgelempore mussten aufwendig restauriert werden. Die Originalfarbgebung konnte dabei weitestgehend freigelegt werden. Im Zuge der Renovierungsarbeiten baute man eine neue Beleuchtung ein, die wie früher über den Kirchenbänken hängt. Zugemauerte Blendnischen wurden geöffnet. Die Figur des „Guten Hirten“ hat ihren alten Platz eingenommen.
2011/12 erneuerte man die alte Umfassungsmauer aus Ziegeln in zwei Bauabschnitten. Statt der vorhandenen Weißdornhecke, wurde eine Hainbuchenhecke gepflanzt.
2012 entschloss sich der Kirchenvorstand, erste Schritte zur Anschaffung neuer Glocken einzuleiten. Die Eisenhartgussglocken aus dem Jahr 1937 haben eine begrenzte Lebensdauer von etwa 80 Jahren. Am 2. Juli 2017 weihte Erzbischof Dr. Heiner Koch drei neue Bronzeglocken, die im April 2017 von der Glocken- und Kunstgießerei Rincker in Sinn (Hessen) gegossen wurden. Sie sind gestimmt auf e', a' und c' und tragen die Namen St. Michael, Seliger Bernhard Lichtenberg und St. Hedwig. Am 6. August 2017 erklangen sie zum ersten Mal zum 80-jährigen Kirchweihjubiläum. Die 1937 gegossenen Stahlglocken sind sichtbar auf dem Kirchengelände aufgestellt.

## Fusion mit St. Antonius Eichwalde
Am 28. Juni 2016 wurde im Erzbischöflichen Ordinariat Berlin entschieden, dass die zwei Pfarreien St. Antonius Eichwalde und St. Elisabeth Königs Wusterhausen mit den Orten kirchlichen Lebens als Pastoraler Raum gemeinsam in die dreijährige Entwicklungsphase starten dürfen.
Damit wurde festgelegt, dass die beiden Pfarreien im Zuge des Prozesses „Wo Glaube Raum gewinnt“ fusionieren sollen.
Die Fusion erfolgte endgültig zum 1. Januar 2021. Der offizielle Name der Pfarrei lautet jetzt: „Pfarrei zur Heiligen Dreifaltigkeit Königs Wusterhausen/Eichwalde“.

## Pfarrer
- 1902–1911 Kuratus Wilhelm Tunkel
- 1911 Pfarrer Joseph Rennoch (Administrator aus Berlin-Oberschöneweide)
- 1911–1914 Kuratus Theophil Sweda
- 1914–1922 Kuratus Johannes Janotta
- 1922–1926 Kuratus Albrecht Jochmann
- 1926–1936 Kuratus Pfarrer Georg Roschkowski
- 1936–1937 Kuratus Alfons Thonemann
- 1937–1943 Kuratus Anton Majewski
- 1943–1944 Kaplan Walter Proske (Administrator)
- 1944–1970 Pfarrer Bruno Kletschke
- 1970–1999 Pfarrer Johannes Müller
- 1999–2012 Pfarrer Norbert Kliem
- seit September 2012 Pfarrer Alfredo Nava Mediavilla (seit Februar 2013 auch für St. Antonius-Eichwalde)